# Herrebro

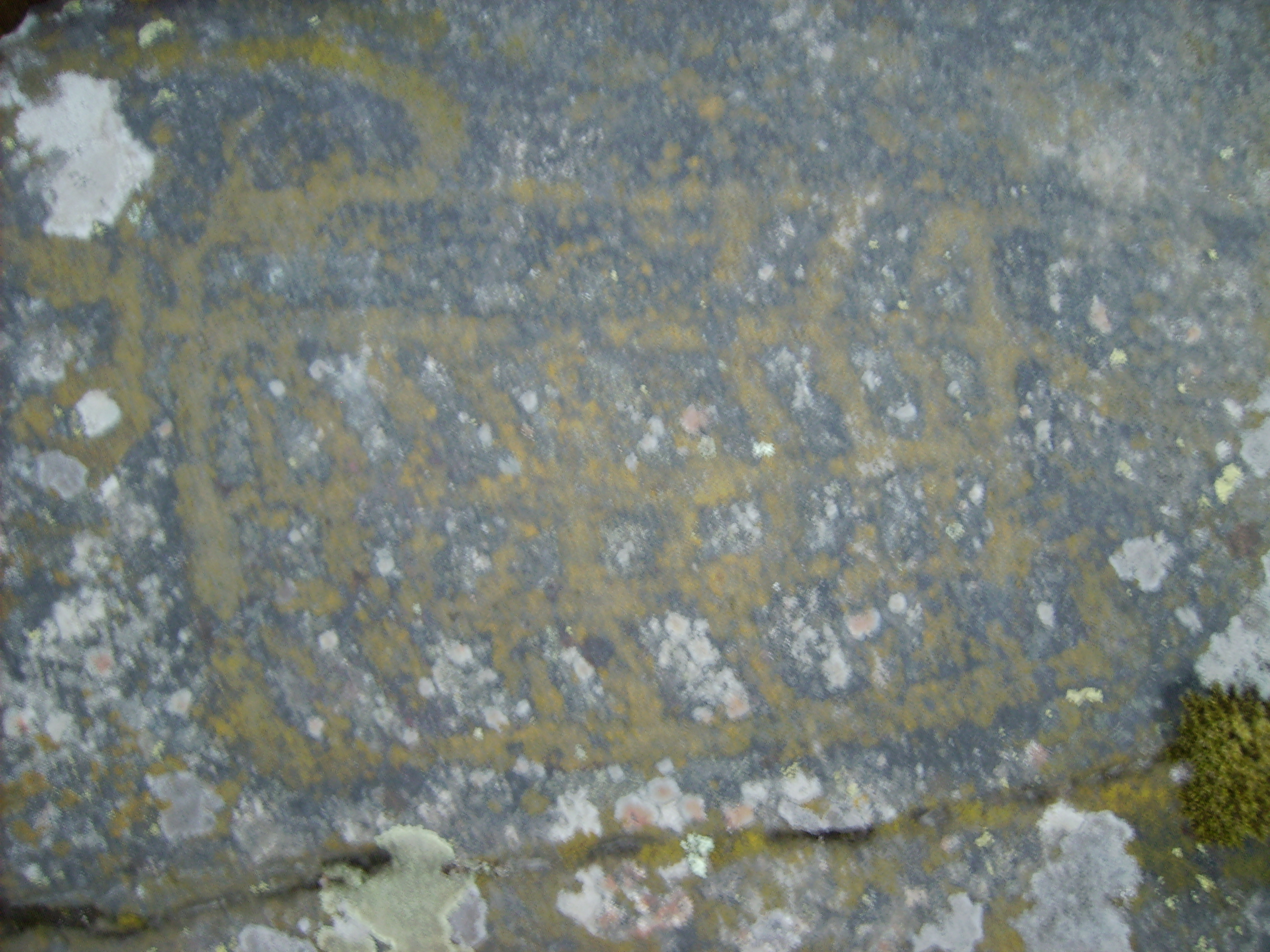
Ramfigur, hällristningsmotiv i Herrebro.

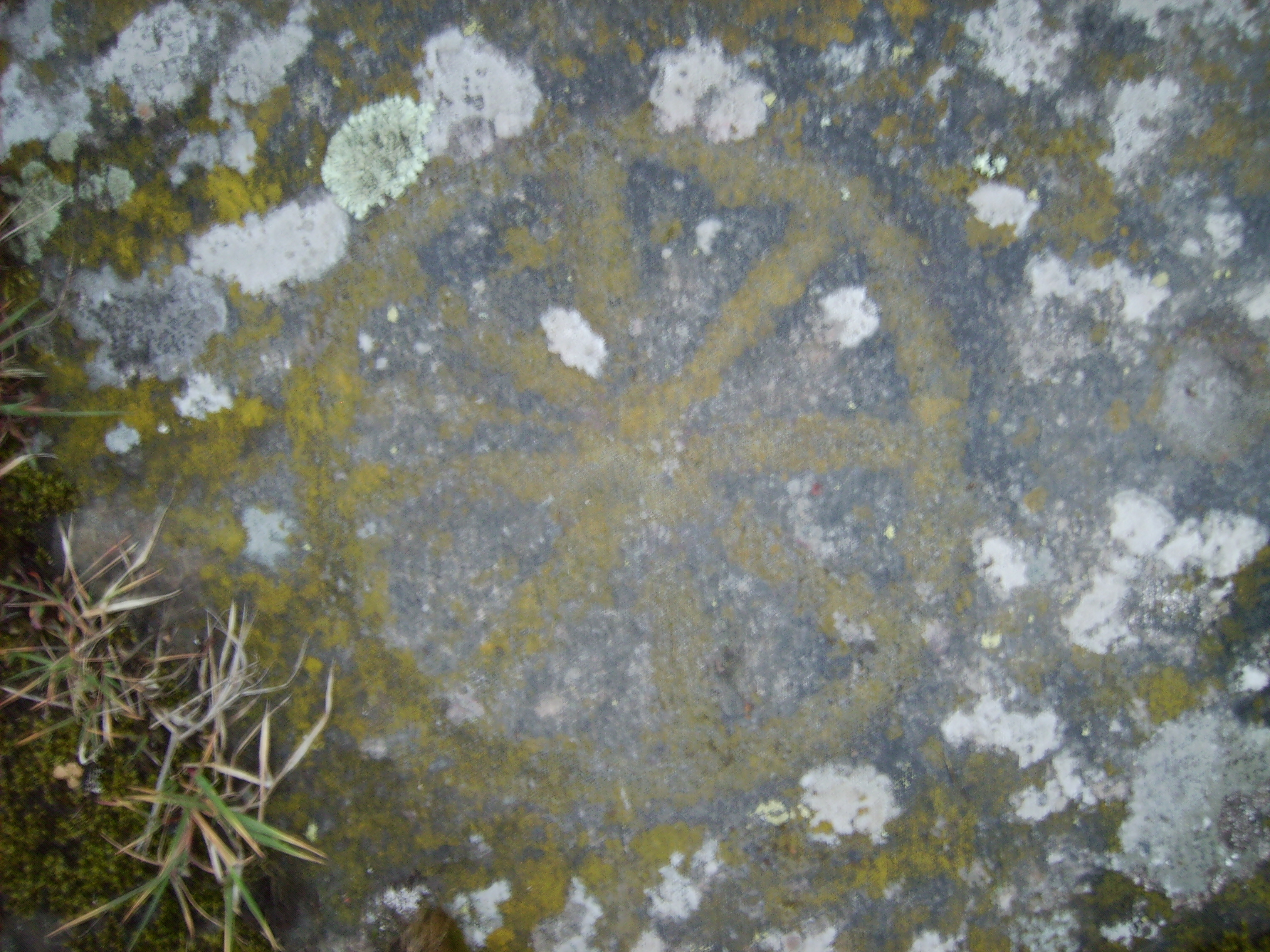
Hjulkors (solhjul), hällristningsmotiv i Herrebro.

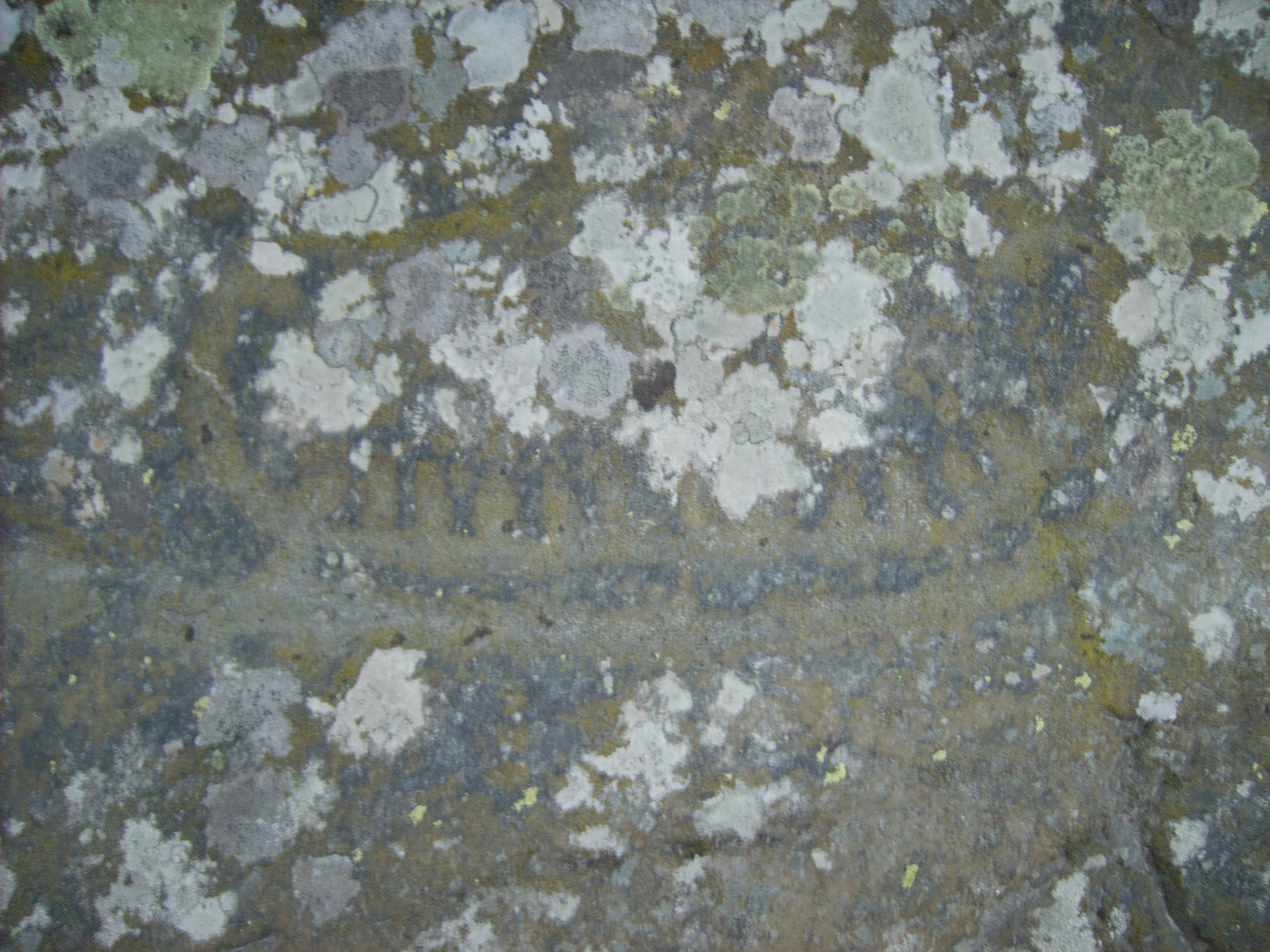
Skepp, hällristningsmotiv i Herrebro.

Herrebro är en plats vid Norrköpings södra infart och tillika ett fornminnesområde främst känt för sina hällristningshällar. 
Fornminnesområdet består vid sidan av ett stort antal figurrika hällristningshällar från bronsåldern med bland annat skepp, ramfigurer, vapenfigurer, adoranter och hjulkors som motiv, även ett handels- och boplatsområde från yngre järnåldern. Hällristningarna blev rikskända 1988 när E4:n fick dras runt de flesta av dessa fornminnen, men några mindre hällar kunde inte räddas, utan sågades ur berget och kan numera beses på Norrköpings stadsmuseum.

## Handelsplats från järnåldern
Åren runt 1990 delundersöktes även ett järnålderstida boplatsområde av Riksantikvarieämbetets UV-filial i Linköping, som visade sig vara en mindre handelsplats med hamnläge vid Motala ström som var verksam åtminstone från vendeltiden ända fram till och med vikingatiden. Det synes vara en för Östergötland viktig centralort, för handel och hantverk som man hittade. Stormannagården Borg, som med stor sannolikhet var samtida, var belägen endast någon kilometer från marknadsplatsen i Herrebro. Totalt undersöktes en yta av cirka 180 x 20-100 meter i nord-sydlig riktning och den innehöll 80 anläggningar bestående av härdar, gropar, stolphål, en ugn och det 0,2-0,3 m tjocka kulturlagret innehöll fynd av glaspärlor, glasmosaiker, järnknivar, broddar, brynen, båtnitar, keramik, bränd lera, brända och obrända ben med mera. Exempelvis tillverkades smyckepärlorna av glas på platsen, medan glasmosaikerna var importvaror från kontinenten. Dessutom utfördes smide och slakt i Herrebro, varav en stor mängd hästben uppvisas i det arkeologiska materialet. Kulturlagret sträckte sig även åt söder utanför undersökningsområdet, inom ett ca 100 x 20-30 m stort område. Cirka 250 meter åt sydost har man hittat en härd, som är undersökt och borttagen och ytterligare knappt två hundra meter åt öster hittas även en boplatsanläggning från eventuellt vikingatiden eller senare tid. Denna är inte undersökt utan bevakas av de antikvariska myndigheterna då det är oklart om fler anläggningar kan finnas i anslutning till denna.